# Bátorkeszi
Bátorkeszi (szlovákul Bátorove Kosihy, 1948–1993 között Vojnice, azelőtt Bátorove Kesy) község Szlovákiában, a Nyitrai kerületben, a Komáromi járásban. Közigazgatási területe 45,9 km². Miklósháza és Antalháza (Antonov sad) tartozik hozzá. A trianoni békeszerződésig Esztergom vármegye Párkányi járásához tartozott.

## Fekvése
Komáromtól 27 km-re északkeletre fekszik. A 270 m-ig (Erdőhát) magasodó Bátorkeszi-dombság déli lábánál, a Fényes-patak partján található.

## Élővilága

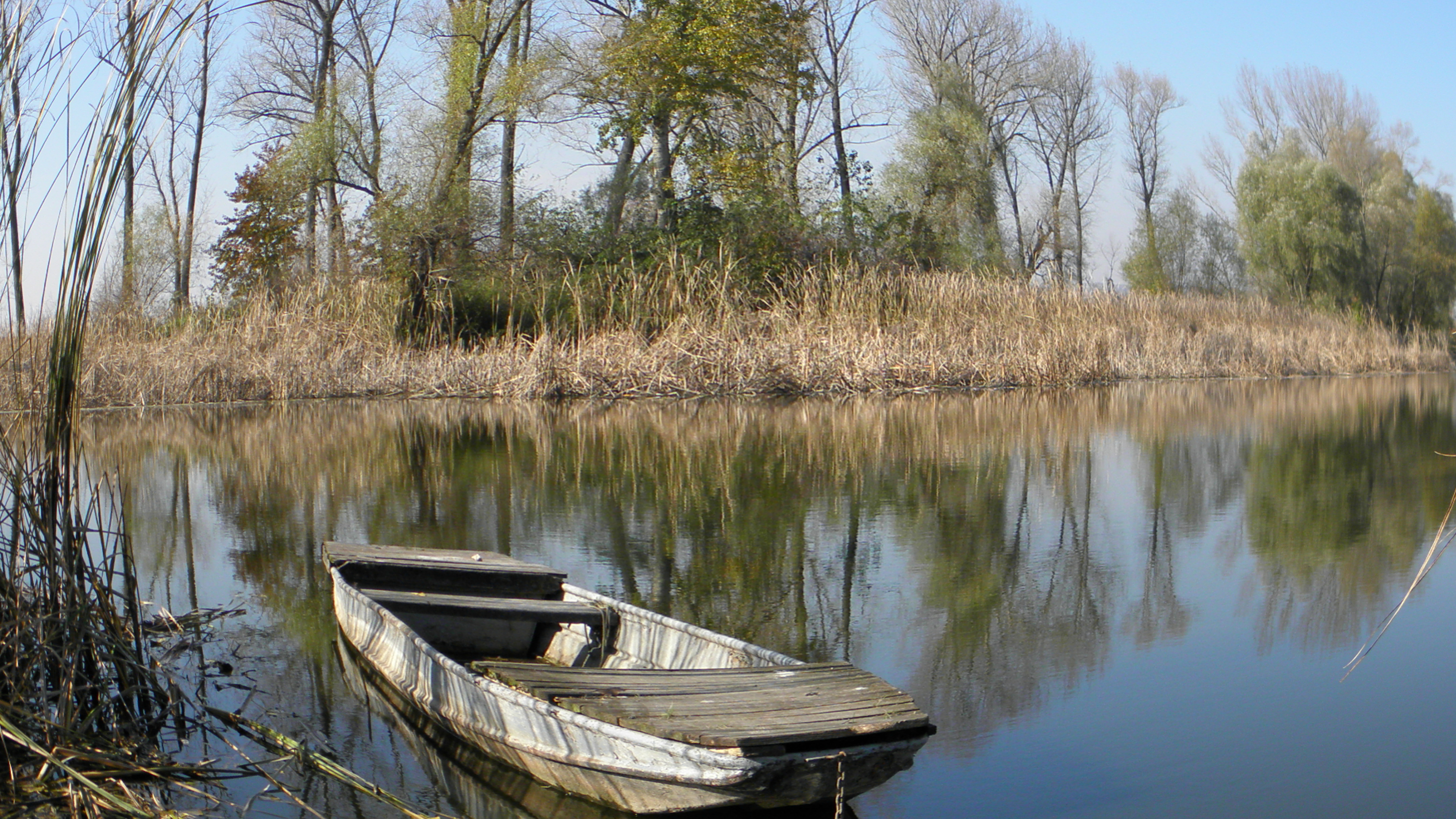
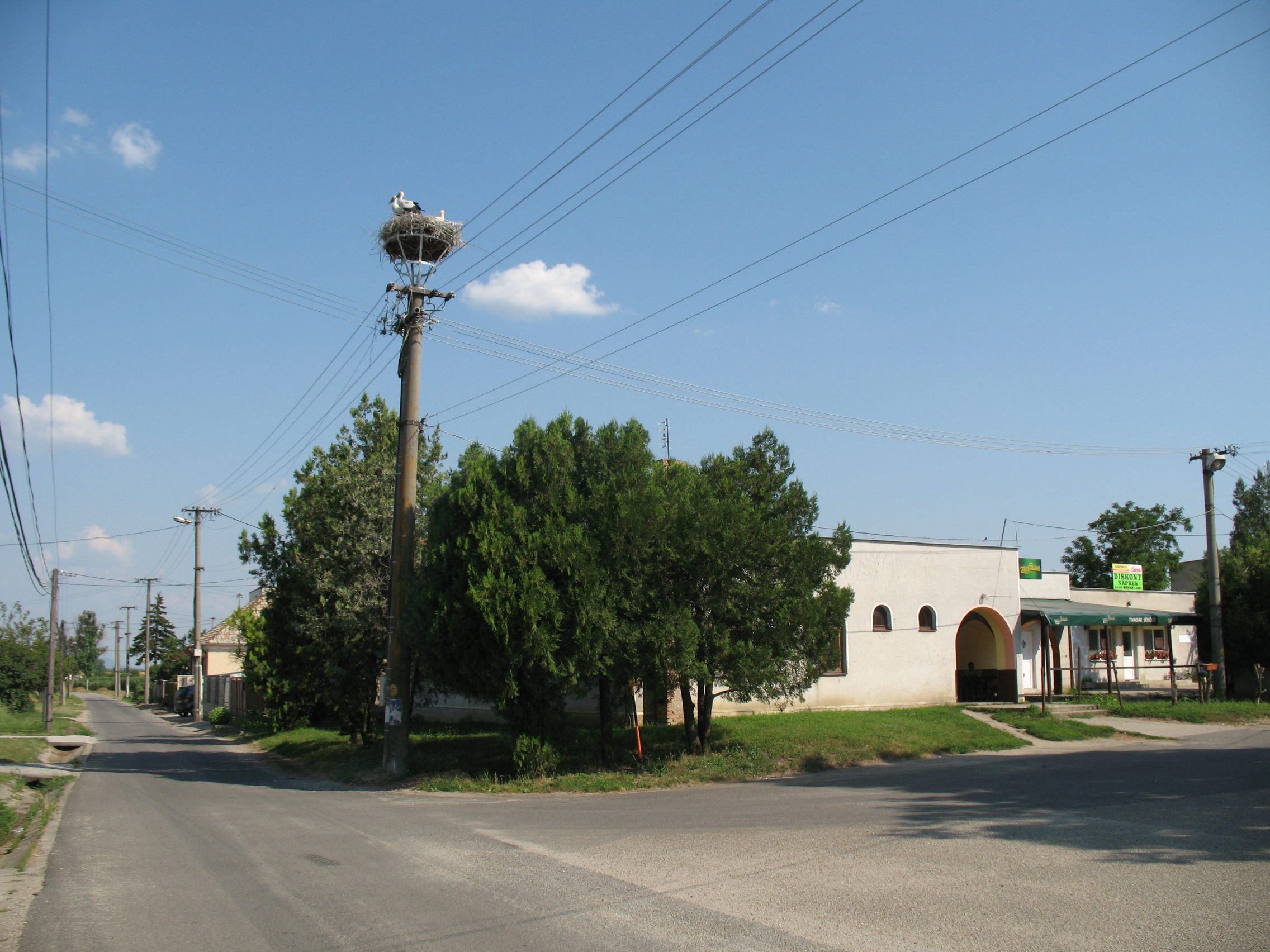
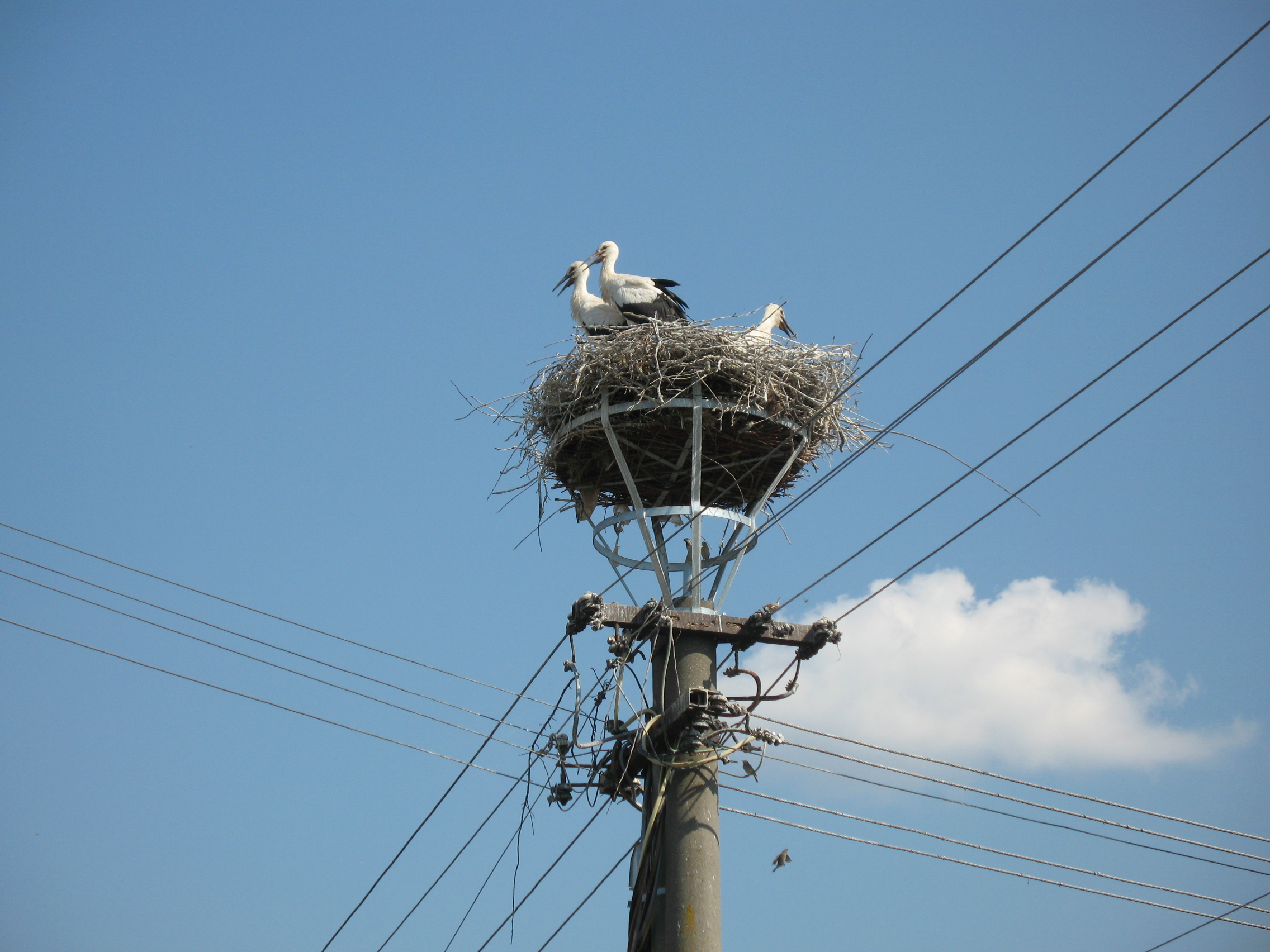
2013
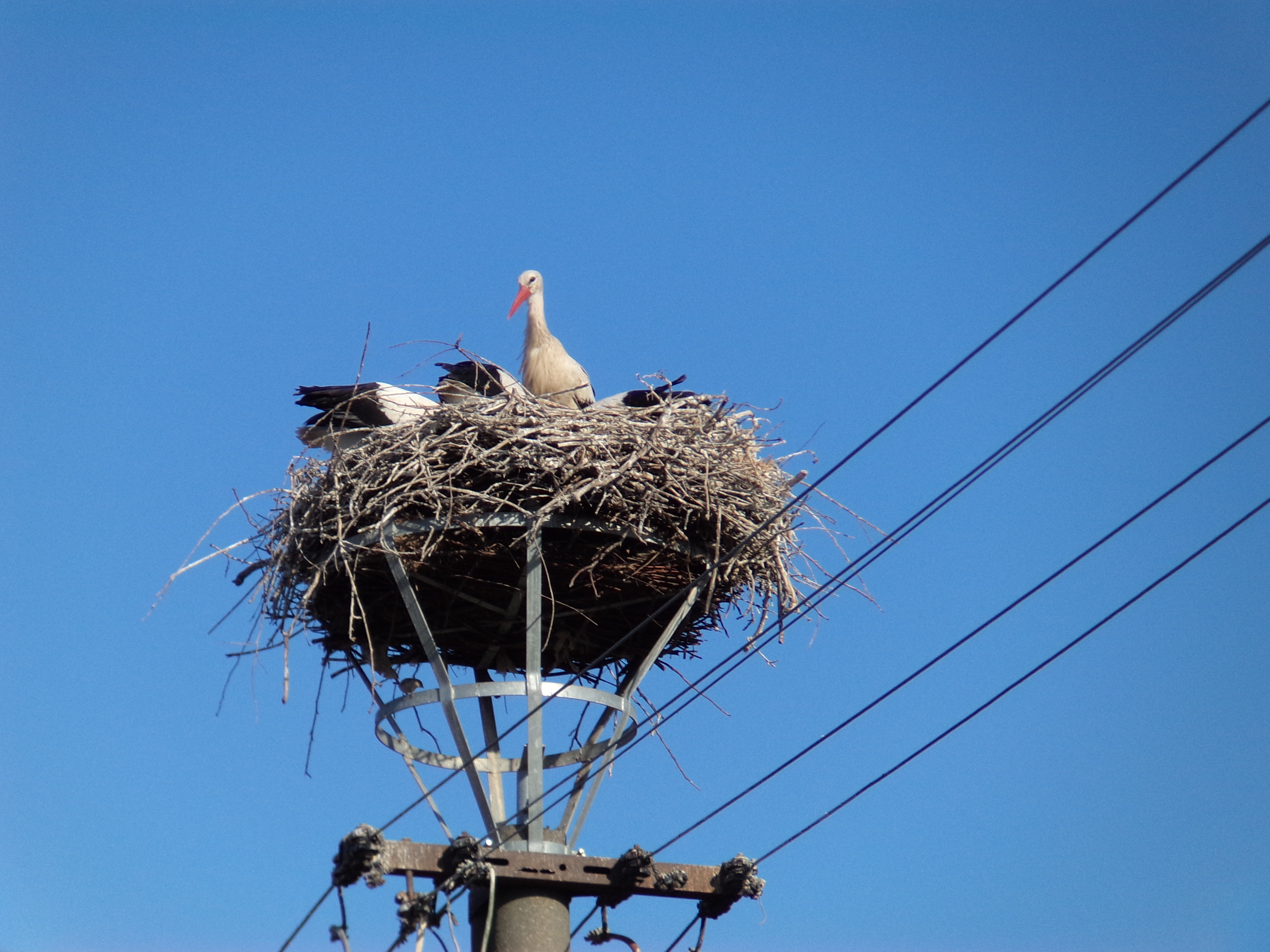
2015
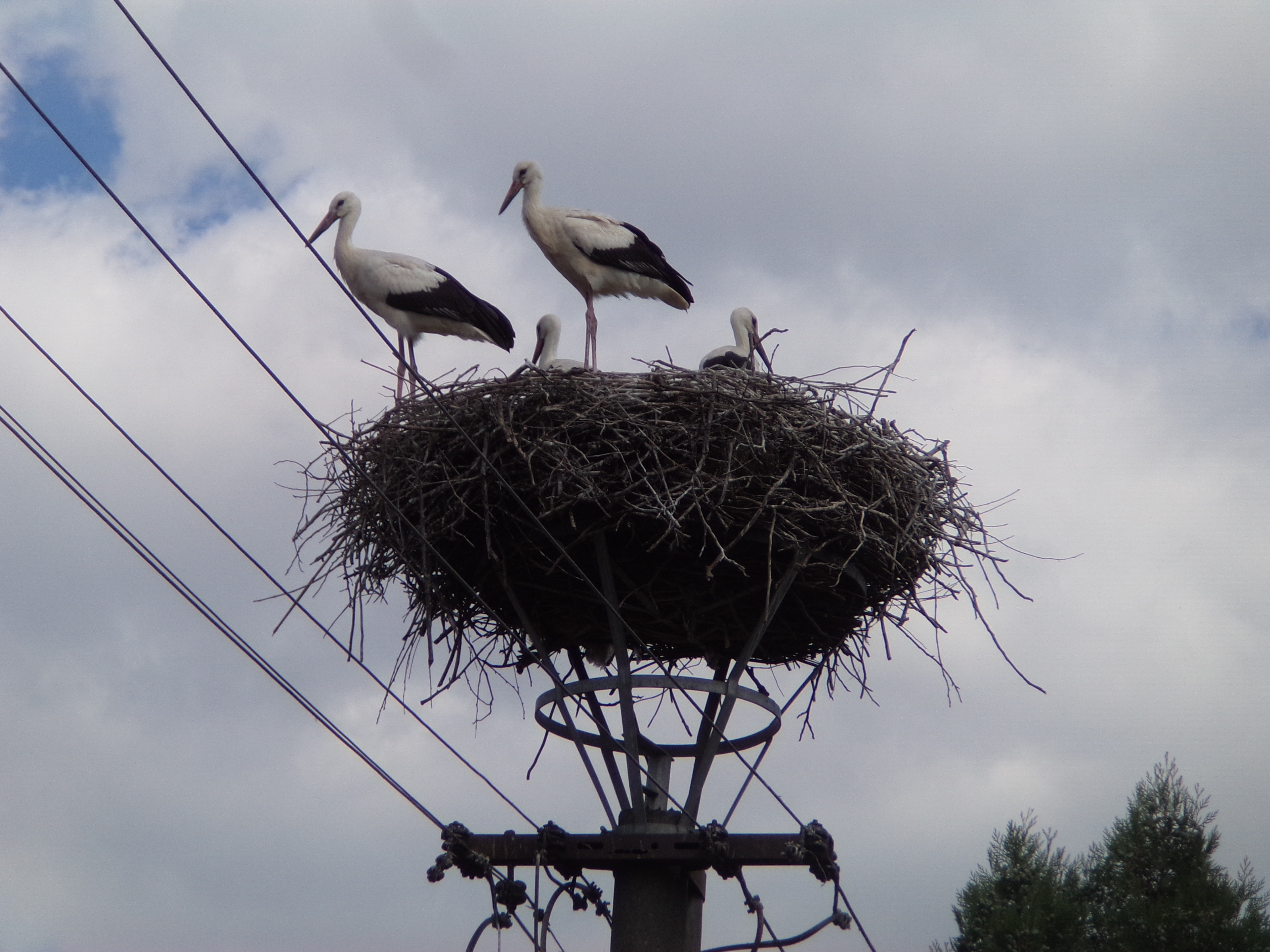
2020

A faluban, a 845. számú háznál van gólyafészek alátéten. 2011-ben 4 fiókát számoltak össze, 2012-ben nem költöttek a gólyák, 2013-ban azonban 3 fiókát neveltek fel. 2014-ben 2, 2015-ben 4 fiókát számoltak össze. 2016-ban nem volt költés. 2020-ban 4 fiókát számoltak össze. 2021 és 2022-ben 3 fiókát számoltak. 2023-ban 2 fiókát neveltek fel

## Története
1957-ben az iskola építésénél egy bolerázi objektumot, és egy 8. századi avar temetőt is megbolygattak. Ennek során összesen 10 sírt sikerült feltárni.
Nevét a honfoglalás után ide telepített Keszi törzsről kapta. Azt, hogy már a 10. században magyar település volt itt, a határában megtalált kalandozáskori temető bizonyítja.
A falut írásos dokumentumban 1156-ban említik először villa Kesceu alakban, 1255-ben terrae Kezu alakban. A 16. században a Báthoryak birtoka lett, innen nevének előtagja. A 17.-19. században a Pálffyak birtokolták. 1650-ben már református eklézsiája volt. 1783-ban vásártartási joggal rendelkező mezőváros lett. A 19. században iparosodott, cukorgyár (1830), két szeszgyár, valamint sör- és likőrgyár létesült. 1883-ban létesült Önkéntes Tűzoltótestülete. 1886-ban estélyt adtak az izraelita iskola felszerelésének javára.
Vályi András szerint "BÁTORKESZI. Mező Város Esztergom Vármegyében, földes Ura Gróf Pálffy Uraság, lakosai katolikusok, fekszik Komáromtól két órányira, Kis Ujfalutól délre fél mértföldnyire; nap nyugotra pedig Kürth, Perbete, és Madár faluknak szomszédságokban, melly faluk távol lévén Bátorkeszitöl nagy határt engednek e’ Mező Városnak. Nevezetes a’ földes Uraságnak szép kastéllya itten, egy felöl pedig a’ sík határján szántó földgyei homokosak, de elég termékenyek. Földgye jó, vagyonnyai külömbfélék, bora középszerű, első Osztálybéli."
Fényes Elek szerint "Bátorkeszi, magyar mezőváros, Esztergom, az uj rendezés szerint Komárom vgyében, dombos rónaságon, ut. posta Köbölkúthoz 1 órányira, 783 kath., 934 reform., 350 zsidó lak., s mindeniknek helyben van papja és imaháza. Határa igen nagy, de ez többnyire majorsági, a lakosok csak 2102 hold szántóföldet, 1115 h. rétet és 918 h. szőlőt birnak. Legelőjén az uradalom sok és finom birkát tenyészt; erdeje derék; szántóföldjei bár nagy részben homokosok, de termékenyek. Van itt urasági kastély, kert és sok tiszti s gazdasági épület igen jeles gazdászattal. Birja b. Pálffy, s feje egy uradalomnak."
A trianoni békeszerződésig Esztergom vármegye Párkányi járásához tartozott. Tekintélyes gyümölcstermelő, helyi földesur, bátorkeszi Kobek István (1834–1907), bátorkeszi birtokos, országgyűlési képviselő volt. Az ő fia, bátorkeszi Kobek Kornél (1874–1933), Esztergom vármegye főispánja, honvédelmi államtitkár, országgyűlési képviselő, bátorkeszi földbirtokosként szintén jeleskedett.
1935-ben kis olajütő is létesült. 1938 és 1944 között – az I. bécsi döntés következtében – ismét magyar fennhatóság alá került.
1945 elején hat hétig megrekedt a front a faluban, mely súlyos károkat szenvedett. 1960-ban csatolták a Komáromi járáshoz, a Párkányi járás megszüntetésekor.
1977-ben avatták fel a járás egyik legmodernebb kultúrházát. 1993-ban szlovák nevét népszavazás eredményeként Bátorove Kosihy-re változtatták. A község zászlaját és címerét 1997-ben Erdélyi Géza református püspök avatta fel, az avatóünnepségen Boros Jenő, Magyarország pozsonyi nagykövete is beszédet mondott. A községben ma magyar és szlovák nyelvű alapiskola és egy magán szakközépiskola is működik.

## Népessége
| Év:            | 1994. | 2004.   | 2014.   | 2024.   |
| -------------- | ----- | ------- | ------- | ------- |
| Emberek száma: | 3598  | 3493    | 3399    | 3291    |
| Eltérés:       |       | -2,91 % | -2,69 % | -3,17 % |

| Év:            | 2023. | 2024.   |
| -------------- | ----- | ------- |
| Emberek száma: | 3294  | 3291    |
| Eltérés:       |       | -0,09 % |

1880-ban 2364 lakosából 2364 magyar és 54 szlovák anyanyelvű volt.
1890-ben 2850 lakosából 2771 magyar és 30 szlovák anyanyelvű volt.
1900-ban 3013 lakosából 2976 magyar és 25 szlovák anyanyelvű volt.
1910-ben 3144 lakosából 3116 magyar és 20 szlovák anyanyelvű volt.
1921-ben 3485 lakosából 3372 magyar és 61 csehszlovák volt.
1930-ban 3472 lakosából 2873 magyar, 385 csehszlovák, 60 zsidó, 9 német, 1 ruszin, 62 egyéb nemzetiségű és 82 állampolgárság nélküli volt. Ebből 2266 római katolikus, 985 református, 130 izraelita, 76 evangélikus, 5 görög katolikus és 10 egyéb vallású volt.
1941-ben 3636 lakosából 3604 magyar és 23 szlovák volt.
1970-ben 3843 lakosából 3349 magyar és 472 szlovák volt.
1980-ban 3851 lakosából 3334 magyar és 510 szlovák volt.
1991-ben 3654 lakosából 3111 magyar és 514 szlovák volt. 
2001-ben 3514 lakosából 2930 magyar és 548 szlovák volt.
2011-ben 3415 lakosából 2671 magyar, 614 szlovák, 39 cigány, 13 cseh, 1-1 német, lengyel, bolgár és morva, 6 egyéb, továbbá 68 ismeretlen nemzetiségű.
2021-ben 3323 lakosából 2525 magyar (+127), 653 szlovák (+54), 7 cigány (+14), 22 egyéb és 116 ismeretlen nemzetiségű volt.

## Gazdasága
A szőlőtermesztéséről ismert falu 1949-ben alakult mezőgazdasági szövetkezete 2720 hektáron gazdálkodik (főként kukorica-, búza-, árpa-, dohány- és repcetermesztéssel, sertés- és szarvasmarha-tenyésztéssel foglalkozik) és 200 embernek ad munkát. A méhészkedésnek is hagyományai vannak Bátorkeszin.
1998 óta egy cipőüzem, 1993 óta kartondoboz és papírtasakgyár, valamint modern flexonyomda is működik a faluban. Régi téglagyára 2002-ben megszűnt. Fontos üzemek működtek még a faluban: volt sörgyára, két szeszgyára, hengermalma (ma is áll).

## Nevezetességei

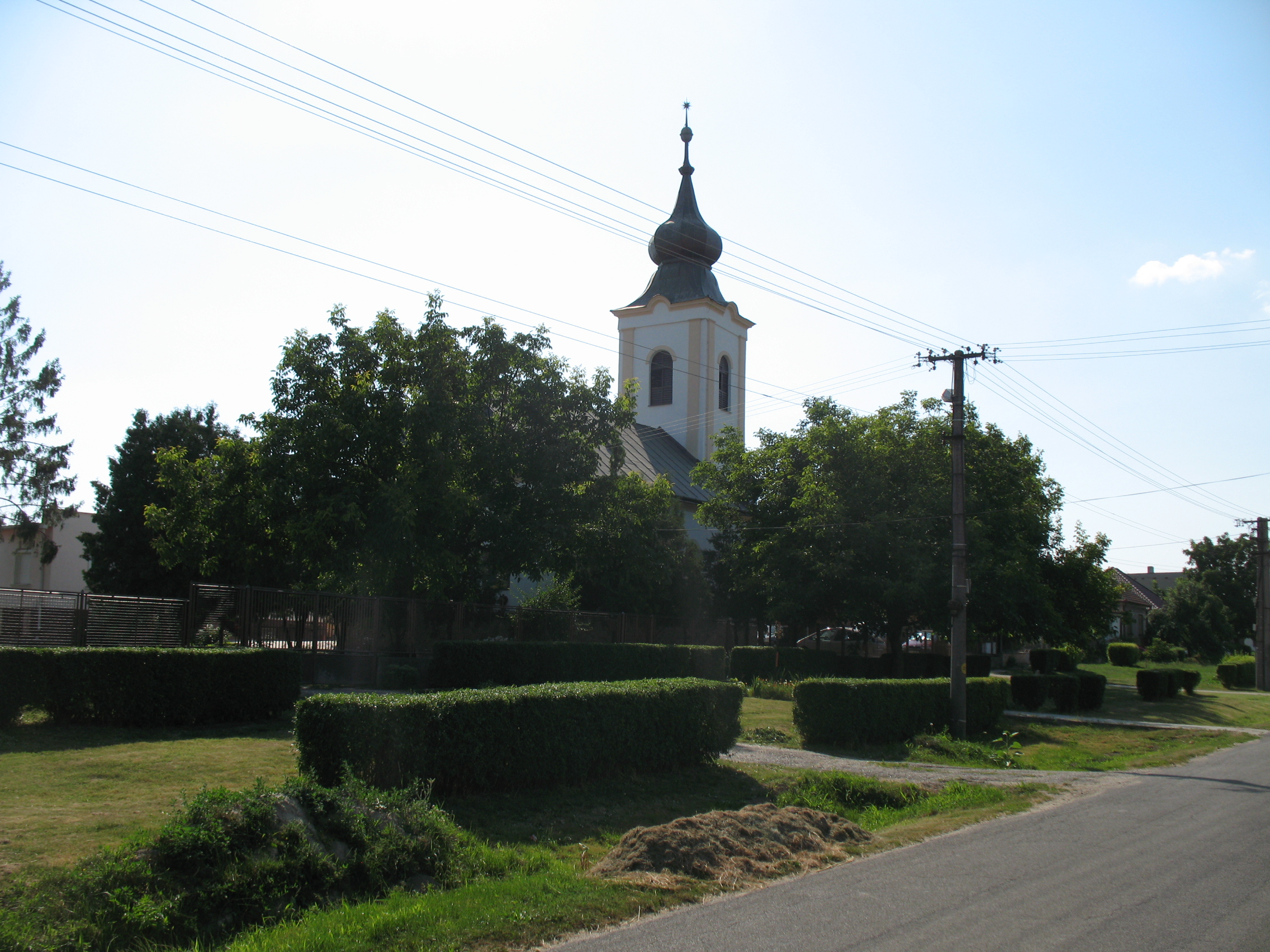
Református templom
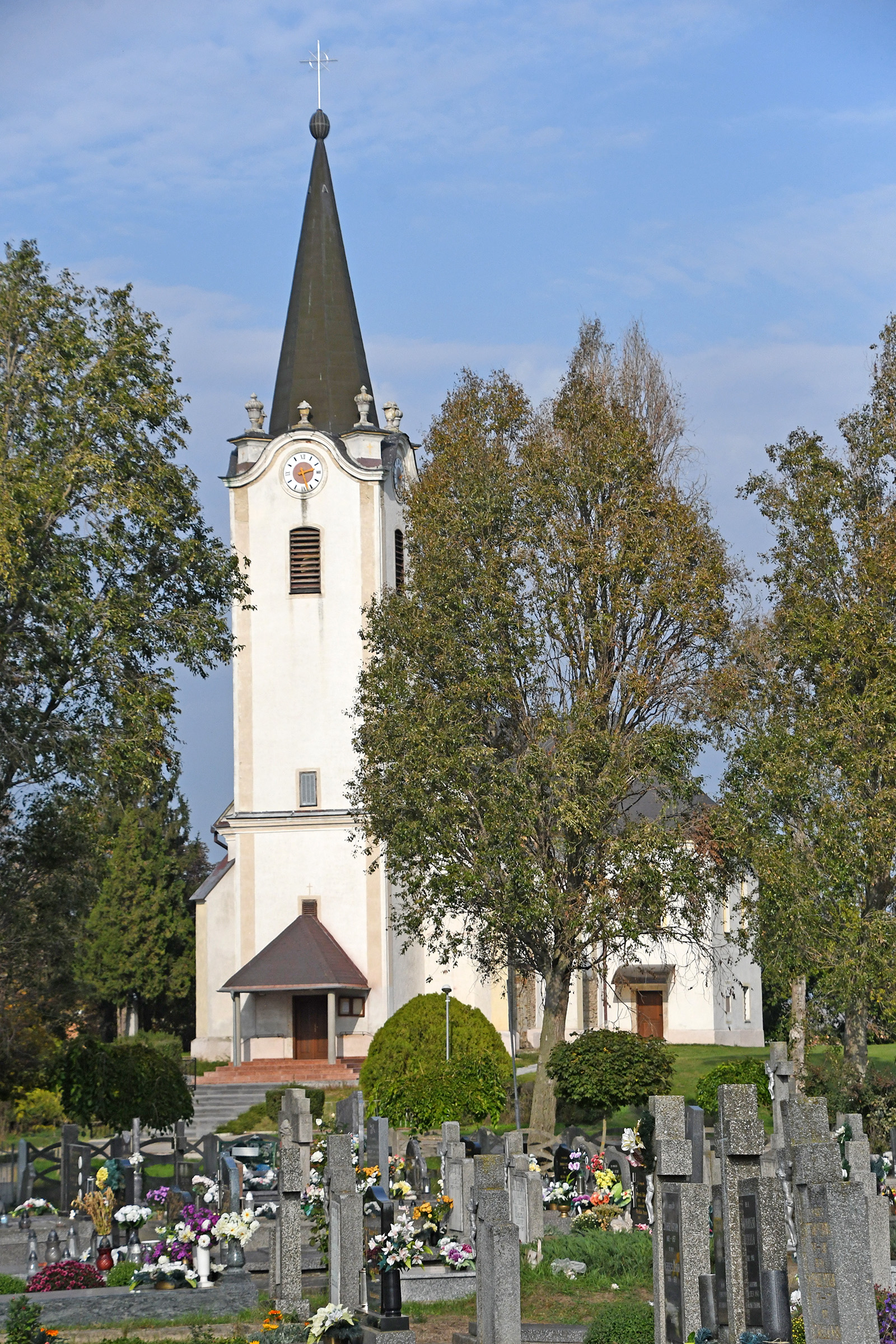
Római katolikus templom
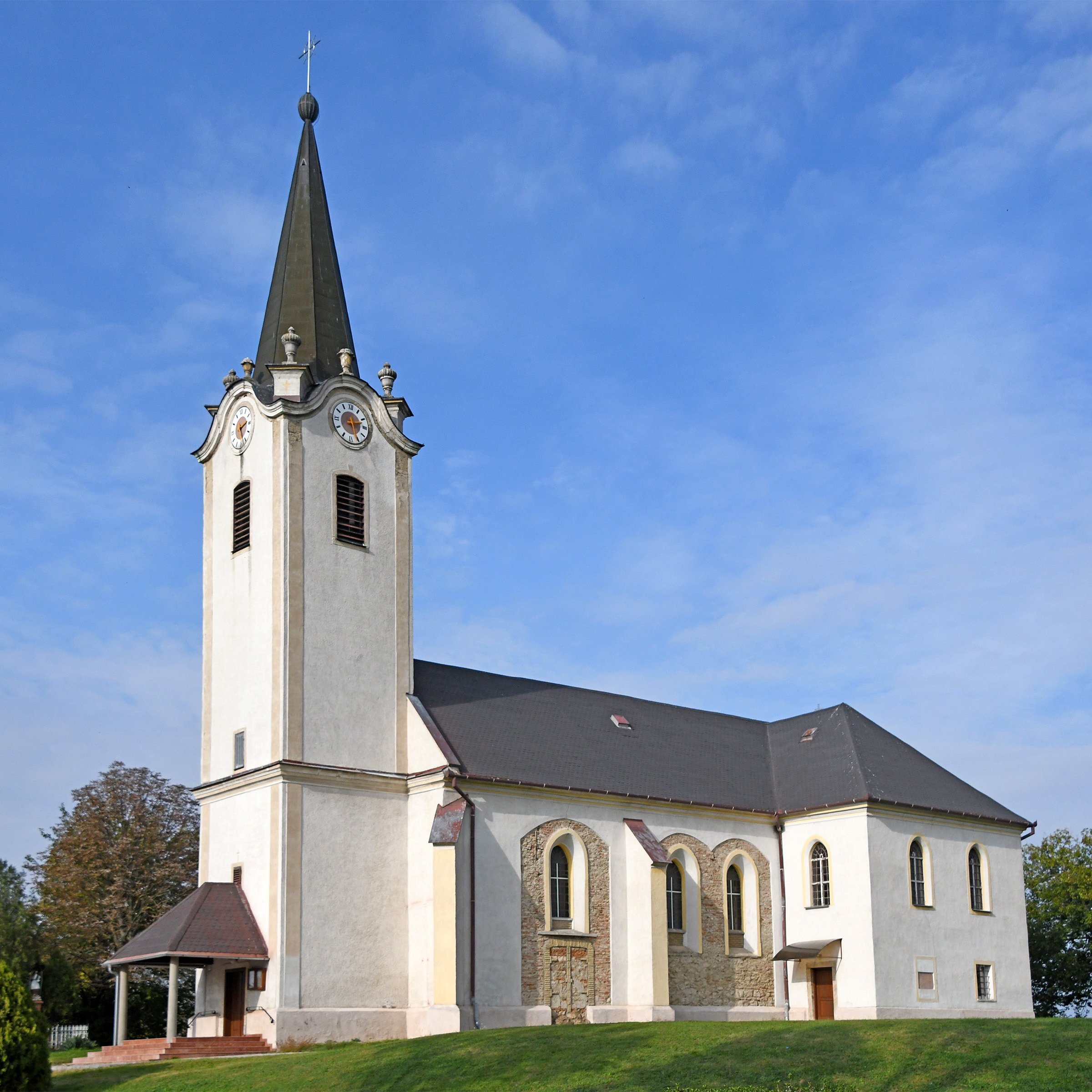
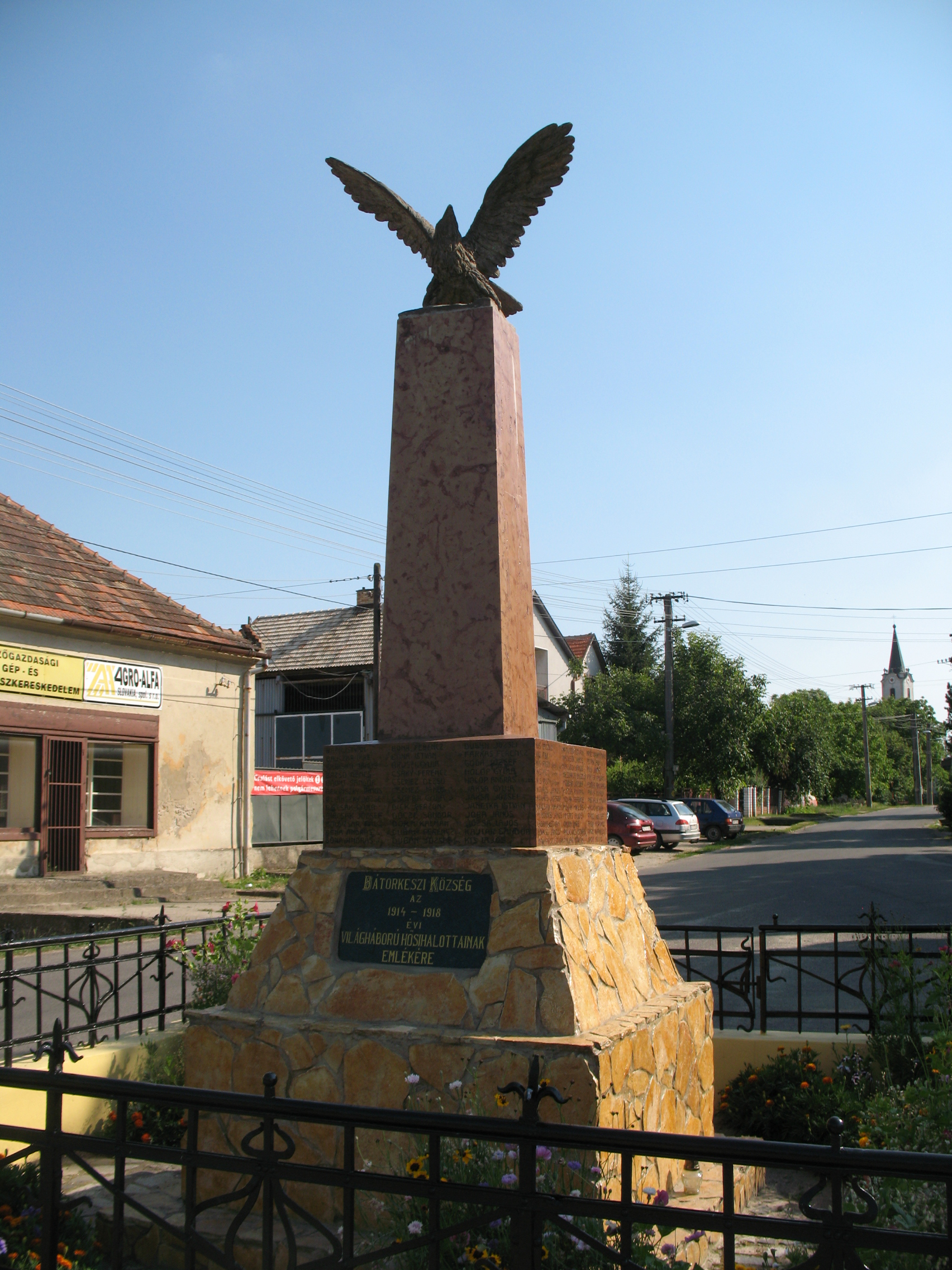
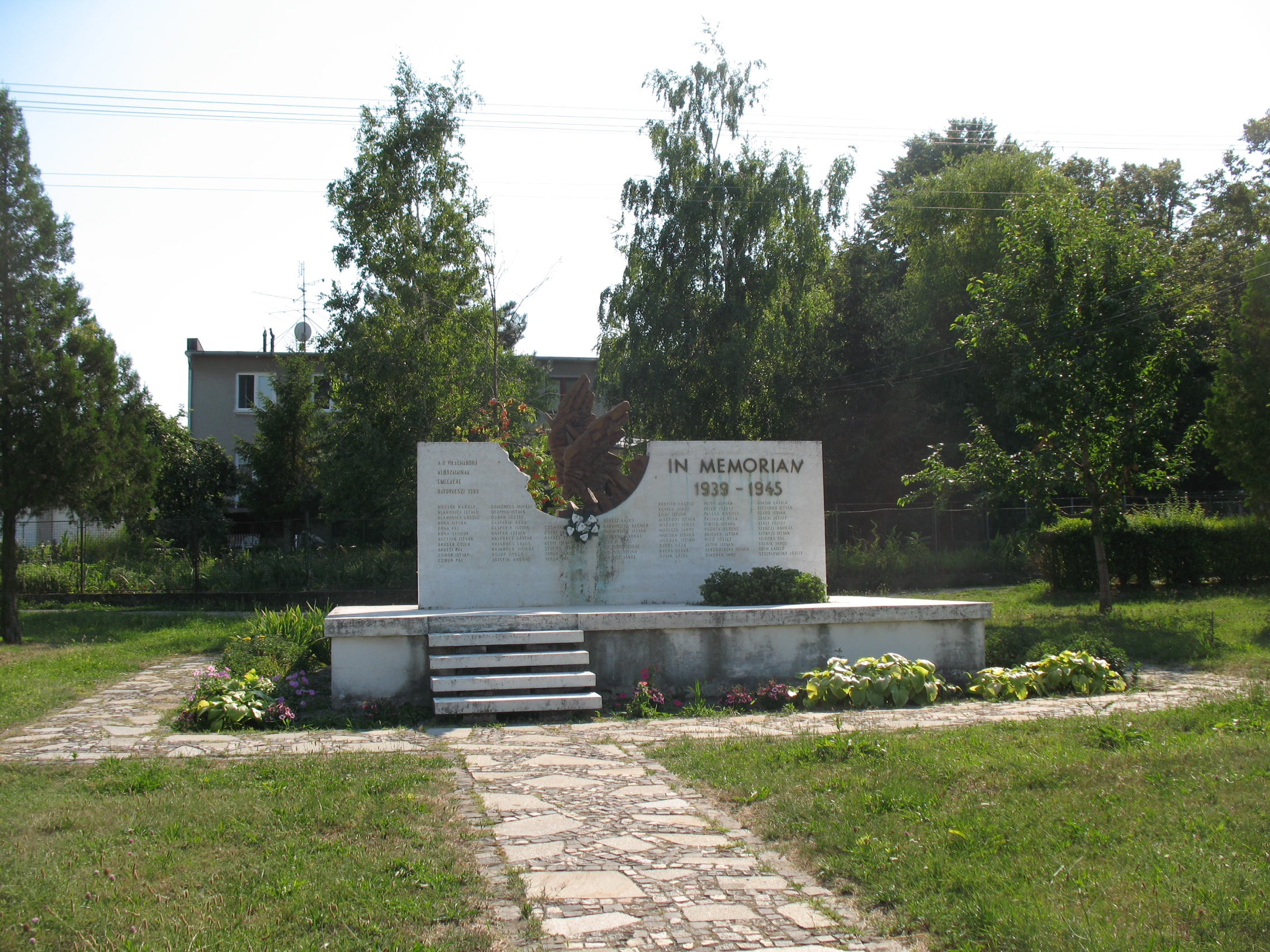
A második világháborúban elesettek emlékműve
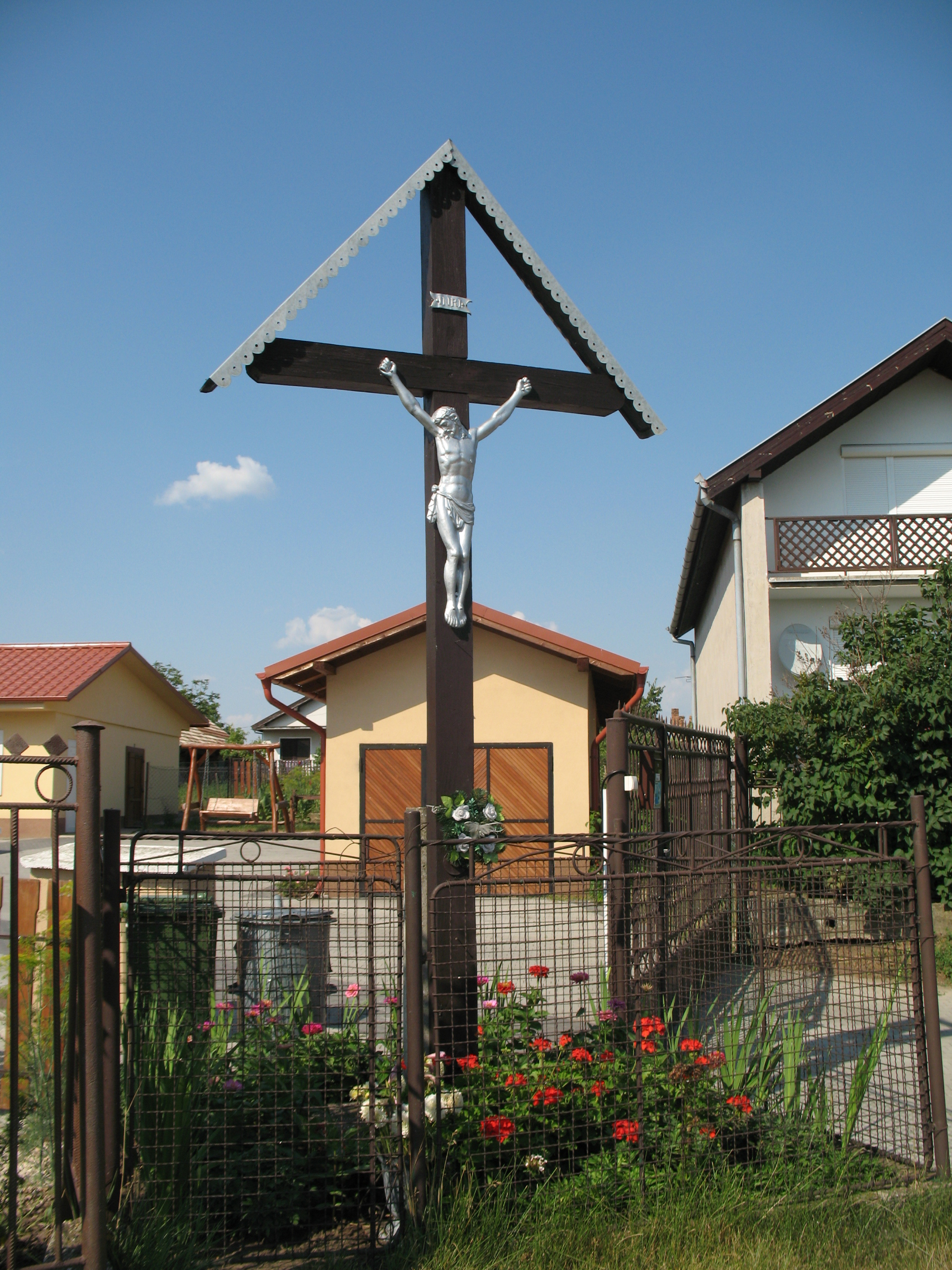
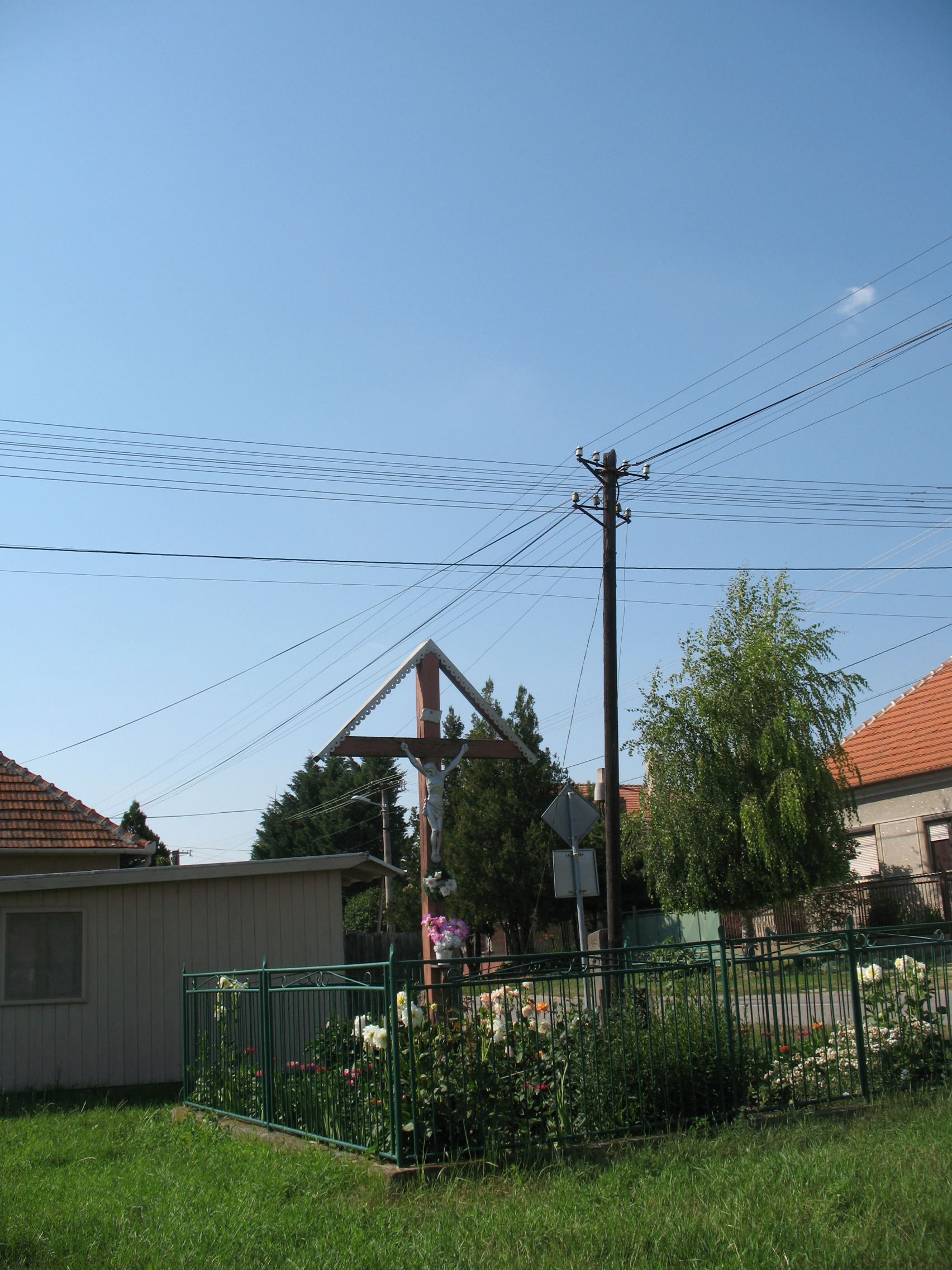
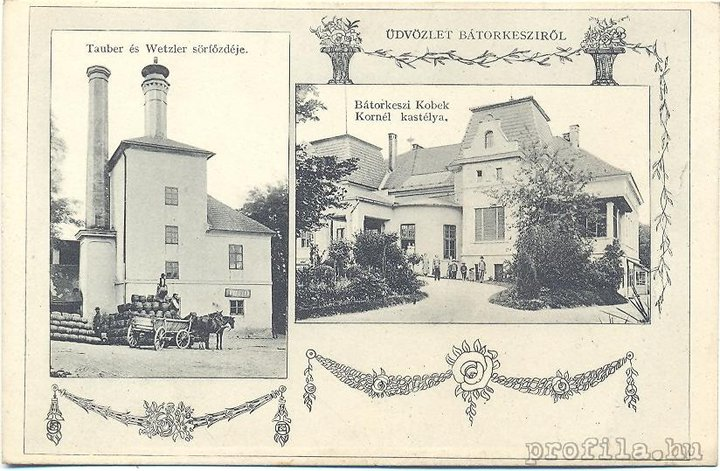

- A Sarlós Boldogasszony-templomot Pálffy Miklós építette 1720-1728 között barokk stílusban. 1735-ben toronnyal, 1795-ben sekrestyével bővült, majd 1797-ben klasszicista stílusban átépítették. Mellette áll a Pálffyak 1827-ben emelt öntöttvas obeliszkje.
- A református templom 1785-ben épült, tornyát 1878-ban építették hozzá.
- A faluban 2005 óta évente megrendezik a Bátorkeszi borfesztivált.
- A Szentlászló és a Galambos pincesorok a leghíresebbek.
- A régi hengermalom épülete Bátorkeszi központjában áll.
- A falunak két (Pálffy-, Kobek-) kastélya is volt, de egyik sem maradt fenn. A 18. században épült barokk Pálffy-kastélyt az 1940-es évek végén bontották le.
- Emlékművet állítottak a két világháború áldozatainak, az 1848–49-es szabadságharcnak, valamint a Keszi nevű falvaknak.
- A Bátorkeszi István napokat 2006 óta rendszeresen megrendezik, mely manapság már többnapos rendezvénnyé nőtte ki magát.
- Bátorkeszi Borfesztivál

## Neves személyek
- Itt született Bátorkeszi István református lelkész (később Veszprém prédikátora), az 1676-ban kiszabadított gályarab prédikátorok egyike. 2006-ban domborművet állítottak emlékére, ami a református templom falán található.
- Itt született 1892. július 18-án Závodszky István Zoltán híres operaénekes egyetemi tanár. Évtizedeken át a budapesti opera vezető Wágner-énekese volt.
- Itt született 1868-ban Grünfeld Sándor nyomdász, szociáldemokrata tisztségviselő.
- Itt született 1874. október 17-én bátorkeszi Kobek Kornél, Esztergom vármegye főispánja, honvédelmi államtitkár, országgyűlési képviselő, bátorkeszi földbirtokos.
- Itt született 1902-ben Waldmann Ernő főrabbi.
- Itt született 1948. november 29-én Lacza Tihamér vegyész, tudomány- és művelődéstörténész, irodalomkritikus, szerkesztő.
- Itt hunyt el 1888-ban a falu életében is fontos Kováts József nagyhírű pomológus, aki református lelkész volt. Róla kapta nevét a Bátorkeszi Kováts József alapiskola (magyar tannyelvű iskola).
- Itt hunyt el 1889-ben Hazay Ernő hírlapíró, országgyűlési képviselő.
- Itt alapították 1988-ban a Money Factor hard rock együttest.
- Itt szolgált Erdőssy István (1870-1940) plébános.

## Testvértelepülés
- Bakonyszentlászló, Magyarország